# Ja, må han leva

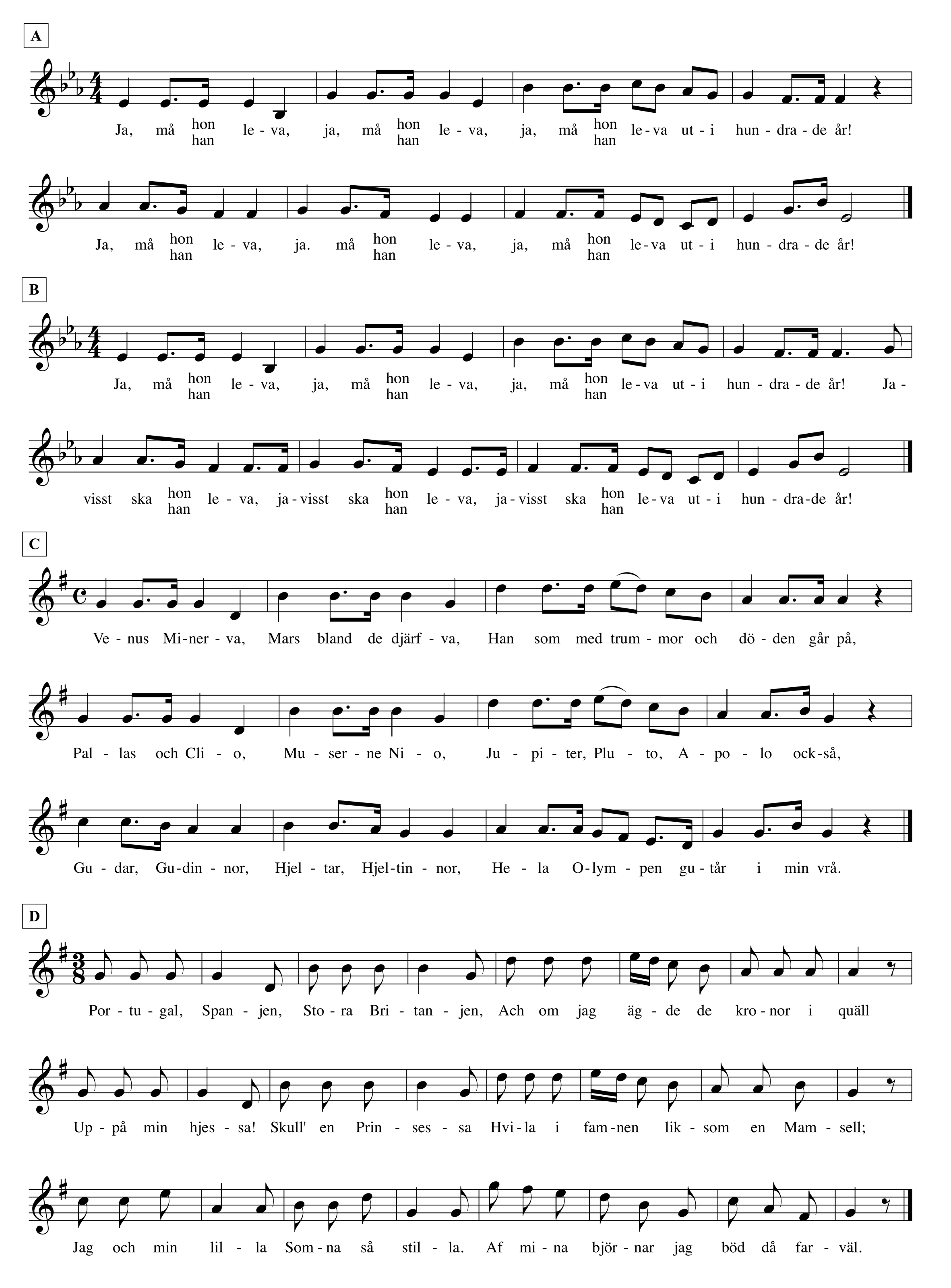
Ex A: "Ja, må han leva" så som den återges i Gula visboken 1953.
Ex B: "Ja, må han leva" så som den senare har kommit att sjungas.
Ex C: "Venus Minerva", Fredmans sång nr 12 med text av Carl Michael Bellman.
Ex D: "Portugal, Spanjen", Fredmans sång nr 11 med text av Carl Michael Bellman.

"Ja, må han leva" (alternativt "Ja, må hon leva") är en svensk sång som sjungs vid födelsedagsuppvaktningar. Dess rötter är från slutet av 1700-talet, men såväl sångens användning som text och melodi har förändrats genom åren. Sången är allmänt känd i Sverige, och finns därför sällan i några sångböcker. Melodi och text är av okänt ursprung. Även om det i familjer finns andra sånger som sjungs vid födelsedagar, så är det denna sång som huvudsakligen används i arbetslivet, i förskolan och skolan och på födelsedagsfester utanför familjen.
Sångens titel är ursprungligen "Ja, må han leva", men sången kan varieras med att ordet "han" byts ut mot lämpligt pronomen för att passa personen eller personerna sången sjungs till. Sången kan även sjungas med texten "Vi gratulerar".

## Melodin
Den amerikanske musikforskaren James Massengale noterar att melodin är av en mycket vanlig 1700-talstyp och att den förekommer både hos Mozart och Haydn, vilket tyder på att den måste varit känd i Österrike i slutet av 1700-talet.
Carl Michael Bellman använder melodin, om än i olika form, till tre olika sånger. Melodierna till Fredmans sånger nummer 11 och 12 är desamma, men de är olika rytmiserade. "Portugal, Spanjen" går i 3/8-dels takt, medan "Venus Minerva" är en stadig marsch i 4/4-dels takt, liksom "Ja, må han leva". Slutet på "Portugal Spanjen" är melodiskt något annorlunda, men inte mer än att det kan sägas vara en stilenlig och tidstrogen variation. Båda melodierna dateras av den svenske litteraturvetaren Gunnar Hillbom till 1765 då de första avskrifterna finns dokumenterade. Bellman använde melodin "Venus Minerva" i ytterligare en sång "Högtid beredes och Ganymedes".
Julius Bagge gjorde "flitiga undersökningar" av franska sångböcker och fann "Air de chasse employé dans la Chasse de Marly, vaudeville" i "La Clé du Caveau" och den melodin visar visst släktskap med 3/8-delsmelodin. Hillbom menar dock att det inte är någon säker källa. Om en 3/8-kontradans eller en 4/4-marsch har varit Bellmans förlaga går inte att fastställa.
I Tyskland finns melodin belagd från 1877 i en sångbok för gymnasister med texten "Hoch soll er leben". Melodin förekom under 1800-talet även som bröllopsmarsch i instrumental form.
I Nederländerna och Flandern sjungs födelsedagssången "Lang zal hij leven" ("länge ska han leva") vars tre första takter (av åtta) är identiska med de tre första i "Venus Minerva", medan resten av sången inte uppvisar några likheter alls.
Den nederländska versionen introducerades även i den före detta kolonin, Indonesien, där sången sjungs "Panjang umurnya", på samma variant av melodin som den nederländska.

## Texten
Bellmans tre texter har alla anknytning till fest och dryckeslag. I skillingtryck från runt 1800 har bröllopsvisan "Brudgum och bruden vilka i skruden" (1772) melodiangivelsen "Portugal, Spanien stora Britannien".
Melodin förekommer också i ett nummer av Frälsningsarméns tidning "Stridsropet" 1884 med texten "Jesus allena mitt hjärta skall äga".
När sången först dyker upp med texten "Ja må han leva" i tryckt form är det framför allt i studentsångböcker, ofta då som tillägg till sången "Det var i vår ungdoms fagraste vår". Det äldsta belägget är i den finländska "Nylänningarnas sångbok" 1914. Nästa gång den förekommer i tryck är i "Skogis visbok" från 1918, och där står den självständigt men med ett tillägg: "Aldrig, aldrig ska' vi glömma honom…". I senare studentsångböcker finns tillägget "Aldrig, aldrig ska' vi skiljas åt…". Sången står oftast under rubriken "Dryckesvisor". Melodin, "Venus Minerva", var också känd för dåtidens studenter genom Olof Thunmans text "Lämner gemaken" som sjungs till samma melodi.
Sången är tunt belagd utanför studentkretsar. Det första är från en grammofonskiva "Det svenska smörgåsbordets nubbevisor" från 1920 där sången sjungs i anslutning till "Det var i vår ungdoms fagraste vår". På en skivinspelning 1931 sjungs den för en nybakad student.
Från en bröllopsskildring, sannolikt från ca 1880, berättas att man sjöng en fortsättning "Och när de har levat […] ja, då ska de skjutas på en skottkärra fram". I studentkretsar har detta även utökats med att hängas på en åsna bakåfram, dränkas i en skumpa champagne, begravas i presenter och ett antal andra texter på samma tema.
Det första belägget för att sången faktiskt sjöngs som födelsedagssång är omkring 1940. Den var alltså under hela 1800-talet i första hand en dryckesvisa, men å andra sidan var födelsedagsfirande bland folk i gemen inte vanligt förrän en bit in på 1900-talet.